# Westende (Belgien)
Westende ist ein an der belgischen Küste gelegener Badeort. Er gehört zur Gemeinde Middelkerke, Provinz Westflandern.
Westende besitzt zwei Stationen der Kusttram, der längsten Straßenbahnlinie der Welt. Der Ort wird auch als „Perle der Küste“ (Parel van de kust) bezeichnet. Der Ort ist unterteilt in Westende-Dorp, welches ein wenig im Hinterland liegt und Westende-Bad. Hinter den Dünen sind große Campingplätze und Bungalowparks angesiedelt.

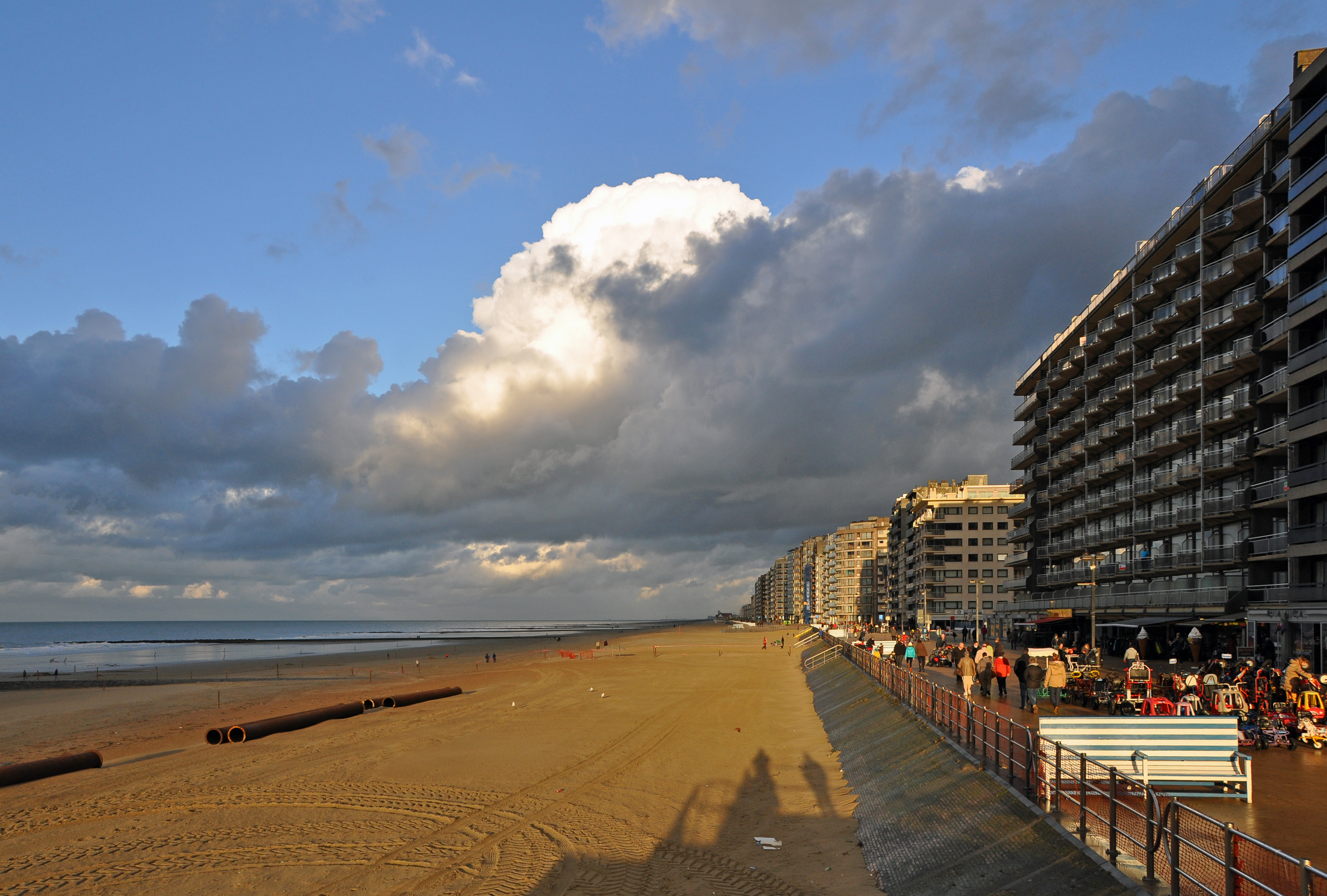
Der Strand von Westende

Der Strand ist insgesamt etwa neun Kilometer lang.

## Einwohnerentwicklung
| 2011 | 2016 | 2019 |
| ---- | ---- | ---- |
| 5376 | 5501 | 5522 |

## Persönlichkeiten
- Noël Soetaert (* 1949), Radrennfahrer